# Spencer Abraham
Edward Spencer Abraham (East Lansing, 12 giugno 1952) è un politico statunitense, segretario dell'energia nell'amministrazione Bush Jr. dal 2001 al 2005 ed in precedenza senatore per lo stato del Michigan dal 1995 al 2001.